# Tetrastigma cauliflorum
Tetrastigma cauliflorum är en vinväxtart som beskrevs av Merrill. Tetrastigma cauliflorum ingår i släktet Tetrastigma och familjen vinväxter. Inga underarter finns listade i Catalogue of Life.